# Carroll (Iowa)
Carroll es una ciudad situada en el condado de Carroll, del que es además su capital, en el estado de Iowa, Estados Unidos. Según el censo de 2010 tenía una población de 10.103 habitantes.

## Geografía
Según la Oficina del Censo de los Estados Unidos, la localidad tiene un área total de 14,75 km², la totalidad de los cuales 14,75 km² corresponden a tierra.

## Demografía
Según el censo de 2010, había 10103 personas residiendo en la localidad. La densidad de población era de 684,95 hab./km². Había 4698 viviendas con una densidad media de 318,51 viviendas/km². El 95,95% de los habitantes eran blancos, el 0,54% afroamericanos, el 0,08% amerindios, el 0,67% asiáticos, el 0,01% isleños del Pacífico, el 1,47% de otras razas, y el 1,27% pertenecía a dos o más razas. El 2,37% de la población eran hispanos o latinos de cualquier raza.